# 水芸 (エロ)
隠語としての水芸（みずげい）とは、もともと古典芸能の一つで舞台で行われる水を使った見世物から転じた芸者やストリッパーなどが芸として放尿を行うことをも言う。花電車に代表される花芸の一つであり好事家の間で通用する隠語に近い。

## 概要
かつては放尿シーンを人に見せることが非常に珍しいことであり、なおかつ性風俗産業で働く女性の中でも行う女性は少ないため単に放尿だけであっても芸として成立していた。しかし基本的には単なる排泄行為であるだけなので、芸に昇華させるには火のついたろうそくに向かって放尿し火を消す（「ろうそく消し」と称される）、などいくつかの演出が行われる。